# یخ‌چاک

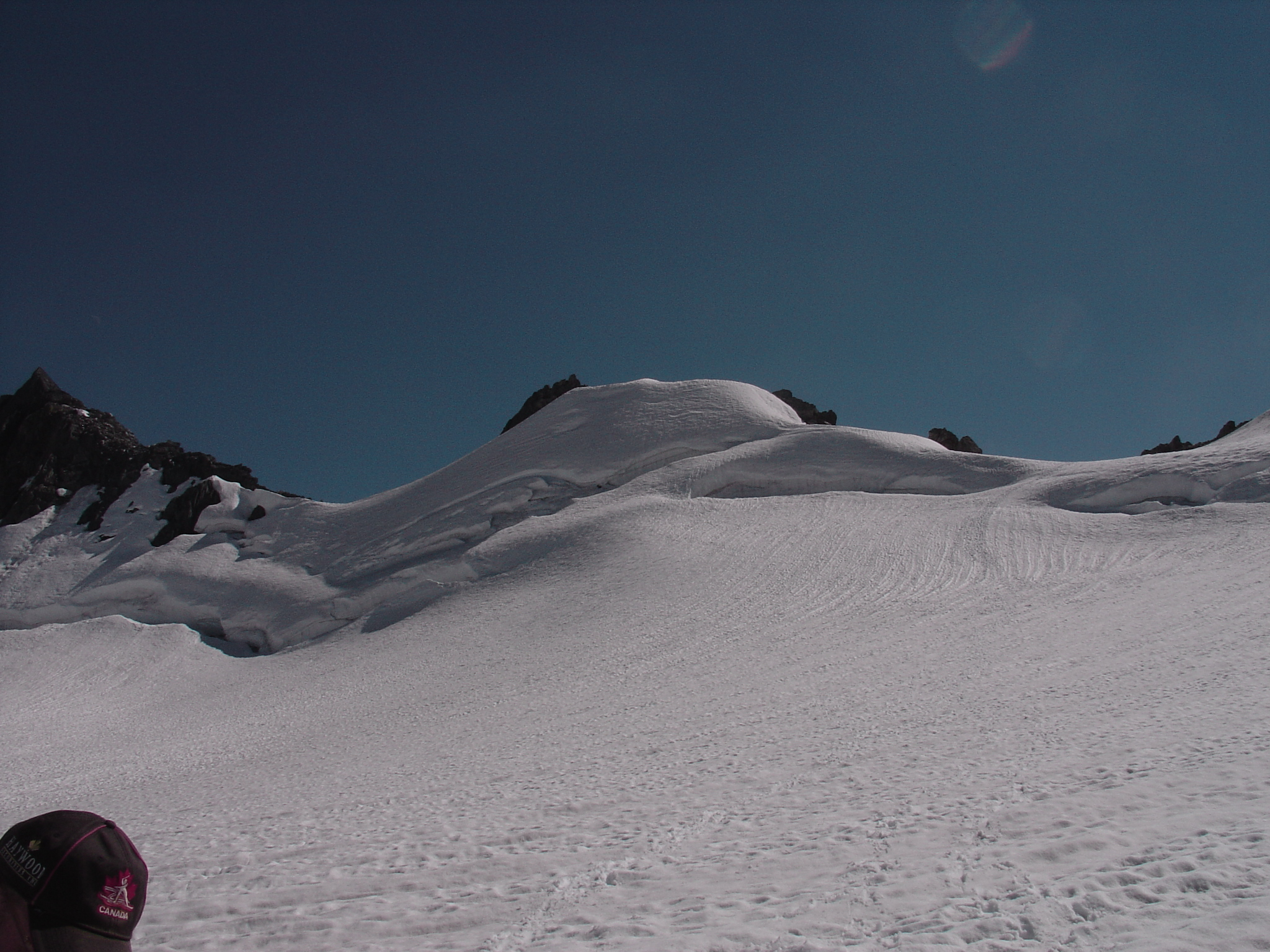

یخ‌چاک (به انگلیسی: Bergschrund یا به صورت کوتاه شده Schrund) فضای باز شده میان دیواره سنگی و یخچال (یخ‌رود) است. این فضای گشاده هنگامی پدیدار می‌گردد که توده یخ و برف یک سیرک یخچالی به سوی جلو به حرکت درآمده باشد و آن را از دیواره جدا کرده باشد. این شکاف‌ها برای پیش رفتن کوهنوردان دشواری ایجاد می‌کنند.
پای دیواره علم‌کوه و یخچال اسپیلت نمونه‌های از یخ‌چاک در ایران هستند.